# Twotino
In astronomia, si dice twotino o tuotino un qualsiasi planetoide della fascia di Edgeworth-Kuiper che orbiti attorno al Sole in risonanza orbitale 1:2 con il pianeta Nettuno. Il nome, derivato dalla lingua inglese, è una parola macedonia composta dai termini two ("due") e plutino (ovvero un planetoide in risonanza 2:3 con Nettuno).
Hanno all'incirca un periodo orbitale di 329,76 anni e un'orbita con un semiasse di 47,731 UA.
I plutini conosciuti sono più numerosi dei twotini.

## Prospetto
Segue una lista di alcuni dei principali twotini.
- (20161) 1996 TR66
- (26308) 1998 SM165
- (119979) 2002 WC19
- (126719) 2002 CC249
- (130391) 2000 JG81
- (137295) 1999 RB216
- (308379) 2005 RS43
- (312645) 2010 EP65
- (469505) 2003 FE128
- (470309) 2007 JK43
- (495189) 2012 VR113
- (612051) 1997 SZ10
- 1999 RB215
- (612176) 2000 QL251
- 2001 UP18
- 2002 PU170
- (612524) 2002 VD130
- (469505) 2003 FE128
- (612892) 2004 TV357
- (612931) 2005 CA79